# Hypocreomycetidae
Sous-classe
Ordres de rang inférieur
- Coronophorales
- Hypocreales
- Melanosporales
- Microascales

Les  Hypocreomycetidae constituent une sous-classe des Sordariomycetes. Le groupe est monophylétique et est fondé essentiellement sur des critères de biologie moléculaire.

## Description
Les Hypocreomycetidae, selon une vaste étude phylogénétique réalisée en 2007 par plus d'une soixantaine de chercheurs, dont le classement est adopté par The Tree of Life Web Project et Myconet présente quatre ordres: ceux des Coronophorales, des Hypocreales, des Melanosporales, des Microascales, qui présentent les caractéristiques suivantes :
Les fructifications sont des périthèces ou plus rarement des cléistothèces. Dans la plupart des cas, il n'y a pas de paraphyses vraies mais souvent des périphysoïdes. Les asques sont inoperculées, unituniquées ou pseudoprototuniquées.

## Systématique
Classée comme une des trois sous-classes des Sordariomycetes, les Hypocreomycetidae, (avec les Sordariomycetidae et Xylariomycetidae), une étude de 2006 en a établi le cladogramme des Hypocreomycetidae comme suivant : 
```
         ┌── 
Coronophorales

   ┌─────┤ 
   │     └── 
Melanosporales

   │
 ┌─┤     ┌── 
Verticillium dahliae
, un 
anamorphe

 │ │   ┌─┤ 
 │ └───┤ └── 
Glomerellales

─┤     │
 │     └──── 
Microascales
 (
Halosphaeriales
 inclus)
 │
 └────────── 
Hypocreales
```

## Sources
1. ↑  (en) David S. Hibbett, Manfred Binder, Joseph F. Bischoff, Meredith Blackwell, Paul F. Cannon, Ove E. Erikson, Sabine Huhndorf, Timothy James, Paul M. Kirk, Robert Lücking, H. Thorsten Lumbsch, François Lutzoni, P. Brandon Matheny, David J. Mc Laughlin, Marta Powell, Scott Redhead, Conrad L. Schoch, Josep W. Spataphora, Joost A. Stalpers, Rytas Vilgalys, Catherine Aime, André Aptroot, Robert Bauer, Dominik Begerow, Gerald L. Benny, Lisa A. Castelbury, Pedro W. Crous, Yu-Cheng Dai, Walter Gams, David M. Geiser, Gareth W. Griffith, Cecile Gueidan, David L. Hawksworth, Geir Hestmark, Kentaro Hosaka, Richard A. Humber, Kevin D. Hyde, Joseph E. ironsise, Urmas Köljalg, Cletus P. Kurtzman, Karl-Henrik Larsson, Robert Lichtwardt, Joyce Longcore, Jolanta Miadlikowsk, Andrew Miller, Jean-Marc Moncalvo, Sharon Mozley Standridge, Franz Oberwinkler, Erast parmasto, Valérie Reeb, Jack D. Rogers, Claude Roux, Leif Ryvarden, José Paulo Sampaio, Arthur Schüßler, Junta Sujiyama, R. Greg THorn, Leif Tibell, Wendy A. Untereiner, Christopher Walker, Zheng Wang, Alex Weir,, Michael Weiss, Merlin M. White, Katarina Winka, Yi-Jian Yao et Ning Zhang, « A higher-level phylogenetic classification of the Fungi », Mycological Research, Elsevier, David L. Hawkworth, no 111,‎ 2 mars 2007, p. 509-547 (lire en ligne)
2. ↑  (en) Lumbsch, H.T. & Huhndorf, S.M., 2007. Outline of Ascomycota – 2007. Myconet, 13, 1-58. Lire en ligne
3. ↑  
(en) Ning Zhang, « An overview of the systematics of the Sordariomycetes based on a four-gene phylogeny », Mycologia, vol. 98,‎ 2006, p. 1076-1087